# Grotte du Cuze
La grotte du Cuze est une cavité basaltique de la vallée de l'Alagnon située dans la commune de Charmensac, dans le Cantal. 

## Toponymie
Le Cuze est le nom du hameau situé à proximité de la grotte, mais c'est la grotte qui a donné son nom au hameau. L'association du mot « cuze », ou de formes similaires, à des cavités naturelles ou artificielles a été relevée en Auvergne sur les sites suivants :
- Cuze de li Fados (ou grotte de la Bade) à Collandres (Cantal)
- Cuzol à Mazoires (Puy-de-Dôme),
- Le Cuze à Charmensac (Cantal)
- Roc de Cuze à Sainte-Anastasie (Cantal),
- Rochers de Cuzers à Neussargues (Cantal),
- Cascade du Cuzou à Narnhac (Cantal),
- Le Cuzel à Loupiac (Aveyron).

D'après les dictionnaires étymologiques, le nom « cuzol » signifie « petite grotte ». En effet,  le mot « cuze » est une des nombreuses formes issues du latin « claudere » qui signifie fermer.

## Spéléométrie
Le développement de la cavité est de 32 m.

## Géologie
La grotte s'ouvre dans des basaltes d'âge miocène du stratovolcan du Cantal. Ce volcan alcalin intraplaque continental s'est édifié entre 13 et 3 Ma. De 7 à 2 Ma, une grande partie du volcan a été régulièrement recouvert par des coulées de basaltes dits « supra-cantaliens ». Ces basaltes forment l'armature des planèzes qui s'étendent à la périphérie du massif volcanique. Des coulées fluides de basalte ont permis la formation de grandes étendues planes qui ont ensuite été entaillées par de profondes vallées, comme celle de l'Alagnon. La grotte du Cuze domine la vallée de l'Alagnon et présente les limites de plusieurs coulées subhorizontales soulignées par des prismes basaltiques. La grotte résulterait de gaz emprisonnés lors de la formation des coulées basaltiques. L'érosion des coulées aurait ensuite mis au jour le vide laissant apparaître la grotte recoupée par le versant.

## Galerie

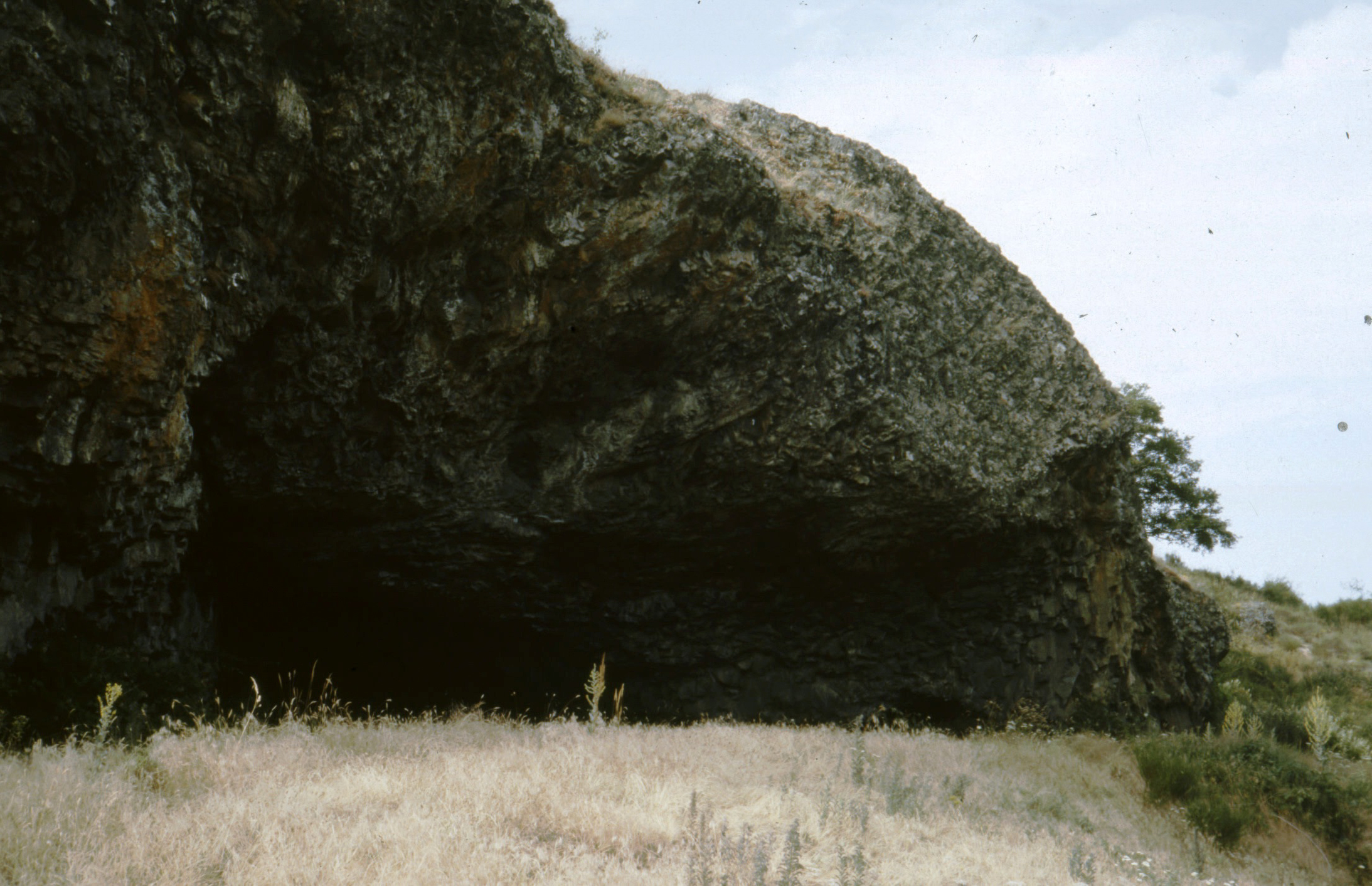
Entrée de la grotte du Cuze.
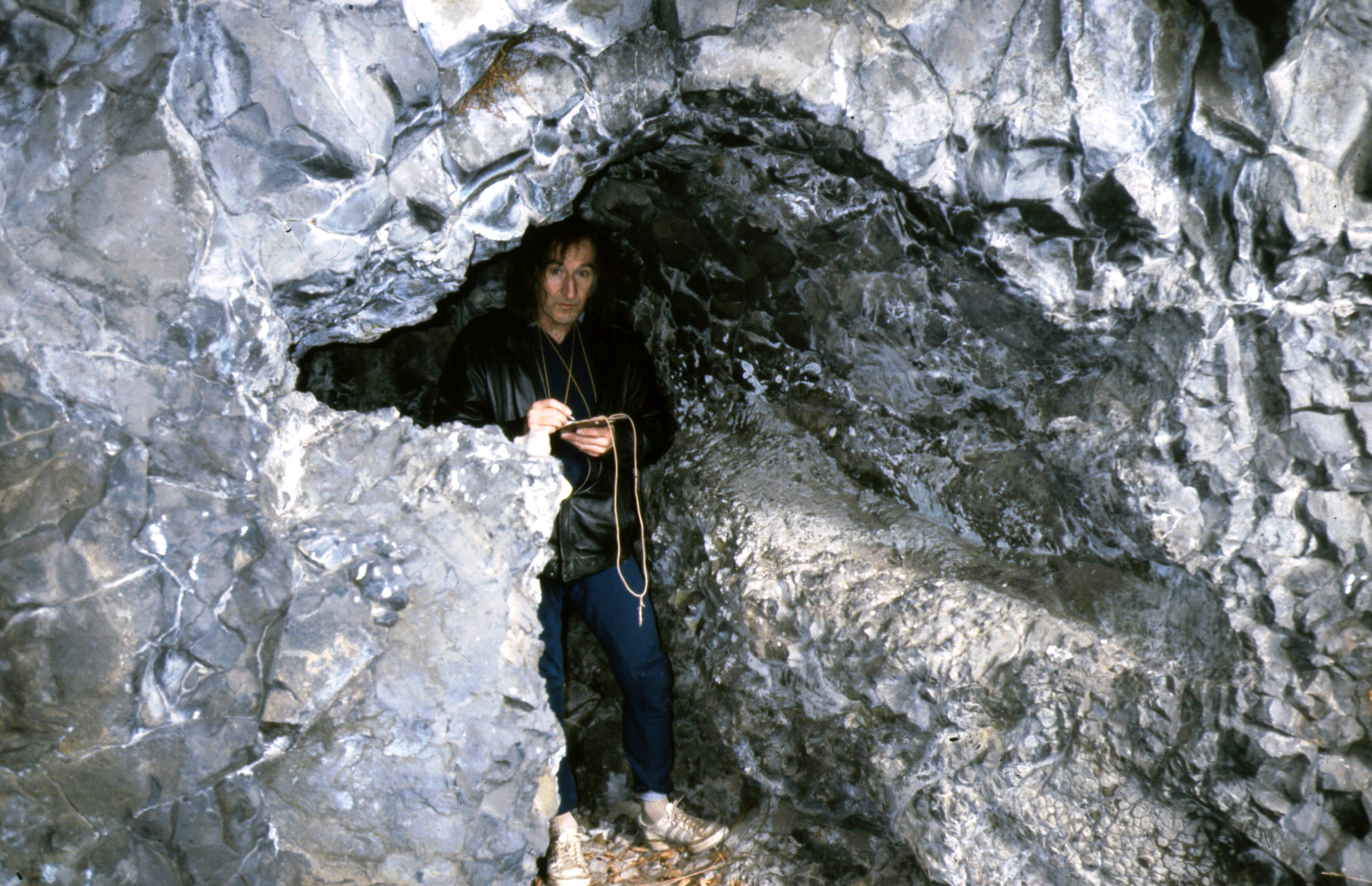
Claude Chabert topographiant la grotte du Cuze le 10 novembre 1991.